# Thamiaraea cinnamomea
Thamiaraea cinnamomea – gatunek chrząszcza z rodziny kusakowatych i podrodziny rydzenic. Zamieszkuje Europę.

## Taksonomia
Gatunek ten opisany został po raz pierwszy w 1802 roku przez Johanna L.Ch.C. Gravenhorsta pod nazwą Aleochara cinnamomea. Stanowi gatunek typowy rodzaju Thamiaraea.

## Morfologia

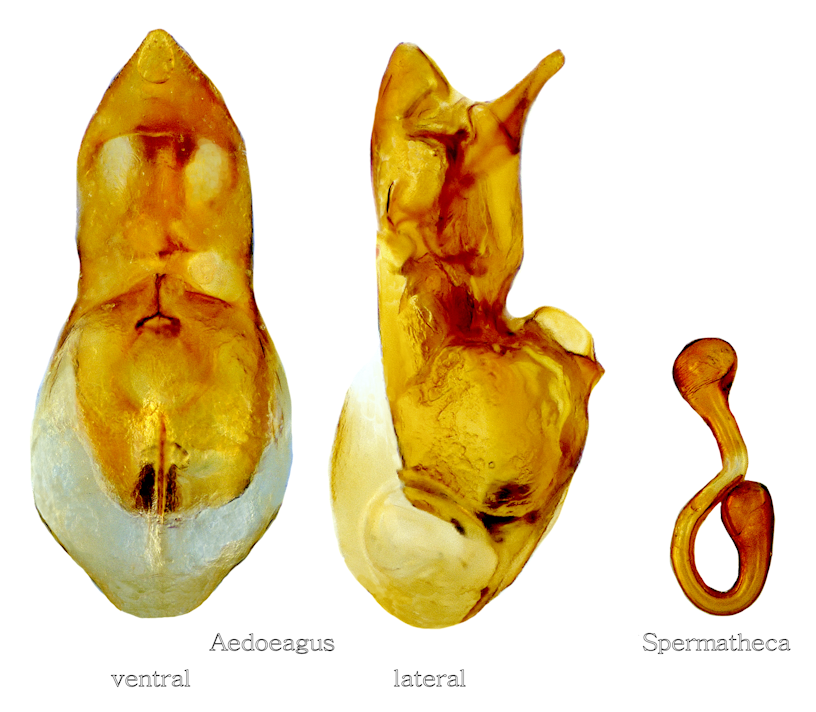
Genitalia

Chrząszcz o wydłużonym ciele długości od 4 do 5 mm. Głowa jest ciemnorudobrązowa, poprzeczna, o dużych, dłuższych od skroni oczach. U samca na czole wyrasta niewielka kępka żółtych włosków. Ciemne z brązowawożółtymi nasadami czułki mają człony w części środkowej przeciętnie poprzeczne, a wierzchołki lekko ku szczytom zwężone. Przedplecze i pokrywy są ciemnorudobrązowe, bardzo drobno i przeciętnie gęsto punktowane, porośnięte przylegającymi włoskami żółtymi, a po bokach także długimi, sterczącymi szczecinkami. Na linii środkowej przedplecza włoski skierowane są ku tyłowi w części przedniej i ku przodowi w części tylnej. Pokrywy są szersze od przedplecza i mniej więcej tak długie jak ono. U samic i części samców szew pokryw jest za tarczą garbkowato wyniesiony. Odnóża mają brązowawożółte ubarwienie. Odwłok jest czarniawobrązowy z brązowawo rozjaśnionymi tylnymi krawędziami tergitów; powierzchnię ma połyskującą, o zatartym i mocno rozproszonym punktowaniu. Długie włoski ograniczone są na odwłoku do tylnych brzegów tergitów. Szósty tergit ma długi pośrodkowy kil oraz dwa kile podłużne w tyle, w formie krótkich ząbków wystające ponad tylną krawędź. Bo bokach tylnej krawędzi tegoż tergitu znajdują się dłuższe i zakrzywione zęby.

## Ekologia i występowanie
Owad rozmieszczony od nizin po tereny górskie. Bytuje w wyciekającym ze zranionych drzew liściastych soku. Najczęściej na brzozach, topolach i dębach, zwłaszcza zaatakowanych przez gąsienice trociniarkowatych.
Gatunek palearktyczny, znany z Wielkiej Brytanii, Francji, Belgii, Luksemburga, Holandii, Luksemburga, Niemiec, Szwajcarii, Austrii, Włoch, Danii, Szwecji, Norwegii, Finlandii, Łotwy, Litwy, Polski, Czech, Słowacji, Białorusi, Rumunii, Bośni i Hercegowiny oraz europejskiej części Rosji. Na „Czerwonej liście gatunków zagrożonych Republiki Czeskiej” umieszczony jest jako gatunek narażony na wymarcie (VU).